# Паровоз ІС
ІС (Йосип Сталін, з 1962 року — ФДп — пасажирський різновид ФД; заводське позначення — 2П, — 2-й тип паровоза; прізвиська — шукати, Ісаков) — радянський магістральний пасажирський паровоз типу 1-4-2. На момент створення був найпотужнішим пасажирським паровозом в Європі. Володар премії Гран-прі на Всесвітній паризькій виставці (1937). Найпотужніший пасажирський паровоз в історії радянського паровозобудування. Особливістю паровоза була велика уніфікація з багатьох деталей з вантажним паровозом ФД.